# Westside Xtreme Wrestling
Westside Xtreme Wrestling (wXw) ist der Name einer in Deutschland beheimateten Wrestling-Promotion, die ihren Sitz in Essen hat. Eigentümer ist seit 2009 die Firma wXw Europe GmbH. Die Promotion veranstaltet ihre Shows unter der Bezeichnung westside Xtreme wrestling.
Die wXw Europe GmbH veranstaltet mit dem auf drei Tage angesetzten internationalen „16 Carat Gold Tournament“ die größte und bedeutendste Wrestling-Veranstaltung Europas. 2014 stellte wXw alle Veranstaltungen in Bereich Deathmatch Wrestling ein und verlagerte sich ausschließlich auf das Produkt Sports Entertainment, das bisweilen mit Hardcore-Elementen durchsetzt ist.

## Geschichte

### Anfänge
Die Geschichte der heutigen Promotion beginnt am 24. Dezember 2000, als acht Wrestler in der Essener Diskothek „Roxy“ eine Veranstaltung namens „wXw Extreme Wrestling Party“ durchführten. Diese Wrestler waren HaTe, SigMasta Rappo, Tyrant, Mark Hammer, Blue Adonis, Barish, Thunder und Claudio Castagnoli. Veranstalter war Peter Wiechers, der als „HaTe“ auch aktiv an der Veranstaltung teilnahm. Große Unterstützung erhielt die junge Promotion durch Wolfgang Stach und von seinem Fan-Magazin Power-Wrestling.
Inspiriert wurde die Veranstaltung durch die damalige US-Promotion Extreme Championship Wrestling. Infolgedessen wurden anfänglich hauptsächlich Matches im damals sehr populären Hardcore-Stil durchgeführt. Als eine der ersten europäischen Promotionen wurden bei Westside Xtreme Wrestling Leuchtstoffröhren und Stacheldraht verwendet.

### In der deutschen Independent-Szene
Doch die Promotion geriet immer wieder in finanzielle Schwierigkeiten. Die Geschäftsführung von Westside Xtreme Wrestling bestand zur damaligen Zeit nur aus ihrem Veranstalter Peter Wiechers, der gleichzeitig auch der reale Besitzer der Promotion war. Beispielsweise fehlten Westside Xtreme Wrestling alle organisatorischen Strukturen und ein ordentliches Kassenwesen. Trotz dieser chaotischen Zustände (2000–2006) konnte Westside Xtreme Wrestling expandieren und ein festes Stammpublikum aufbauen. So wurde die heute als „Stehplatzkult“ bezeichnete Situation der fehlenden Ringabsperrungen und dem Publikum direkt am Ring aus einer Notlage heraus eingeführt.
Anfänglich veranstaltete wXw nur im Ruhrgebiet, hauptsächlich in der Stadt Essen. So wurde die Promotion Westside Xtreme Wrestling als eine in Essen ansässige Liga angesehen und bezeichnet. Seit 2001 bestand eine enge Zusammenarbeit mit der damals in Köln angesiedelten Promotion German Stampede Wrestling.
2002 trat Westside Xtreme Wrestling im niedersächsischen Wittdorf an, wo sie zusammen mit der Lokalpromotion Northern Amateur Wrestling Alliance (NAWA) die Show „wXw vs. NAWA – Harley Nights 2002“ durchführte. Im Mai desselben Jahres veranstaltete Westside Xtreme Wrestling in Greven. Zwischen Mai und Juli 2004 veranstaltete die Promotion auch in Mülheim an der Ruhr und in Unna. Als Präsident von Westside Xtreme Wrestling agierte zu dieser Zeit Ingo Vollenberg, einer der Leiter von German Stampede Wrestling. Im Jahr 2004 wurde die Zusammenarbeit zwischen beiden Ligen beendet, da die wXw sich mehr dem traditionellen Pro-Wrestling und die GSW dem Sports Entertainment verschrieben hatte.

### Die Fehde „wXw vs. GSW“
Das Jahr 2006 war ein Wendejahr in der Geschichte der Liga: Zum einen wurde Westside Xtreme Wrestling verkauft, zum anderen stand der sechste Geburtstag der Liga in diesem Jahr an. Durch diverse Umstände hatte die wXw Essen als Veranstaltungsort verloren. So wich sie pünktlich zum 6-jährigen Bestehen nach Soest aus. Eigens dafür wurde eine Fehde mit German Stampede Wrestling gestartet. Im Laufe dieser Fehde trat auch Wrestler Thumbtack Jack auf der Seite von GSW gegen verschiedene Kontrahenten von Westside Xtreme Wrestling an. Thumbtack Jack hatte seine Karriere wiederum bei wXw begonnen. Doch 2007 wurde diese Fehde ohne einen richtigen Abschluss beendet und wXw und GSW teilten sich schließlich einen großen Teil ihres Wrestling-Kaders (Roster).

### In der internationalen Independent-Szene
Westside Xtreme Wrestling arbeitete ab ca. 2006 mit der unabhängigen Wrestlingszene zusammen. So wurde eine Zusammenarbeit mit der US-amerikanischen Promotion IWA Mid-South begonnen. So trat beispielsweise Mickie Knuckles am 28. und 29. Januar 2006 bei Westside Xtreme Wrestling auf. Der Besitzer von IWA Mid-South, Ian Rotten, gewann am 29. Januar 2006 in Essen die „wXw Hardcore Championship“ und hielt diesen Titel dann für 82 Tage. Bei der Titelverteidigung am 21. April 2006 verlor Rotten in Plainfield, Indiana den Titel an den Necro Butcher.
Aber auch mit der europäischen Wrestling-Szene wurden Kontakte geknüpft: So nahm beispielsweise Tassilo Jung – heute der Hauptringrichter von wXw – am 29. April 2006 an einer im schweizerischen Glarus veranstalteten Show namens „IWA Switzerland Evolution“ teil, die von der IWA Switzerland ausgerichtet wurde. Dort trat er unter dem Namen Assassin A  als aktiver Wrestler an.
Am 10. Dezember 2006 veranstalteten Westside Xtreme Wrestling und die in Großbritannien beheimatete Promotion X-Sports:Wrestling ein gemeinschaftliches Death-Match-Turnier. Dieses trug den Namen „wXw/W-S:W Gorefest – European King Of The Death Matches“ und wurde in Colchester, Essex ausgetragen. Ian Rotten ging als Sieger dieses Turniers hervor, als er Mickie Knuckles besiegte.
2007 galt Westside Xtreme Wrestling als in der internationalen unabhängigen Wrestlingszene etabliert. Seit der Schließung von Extreme Championship Wrestling (2001) hatte wXw einige Wrestler dieser von der damaligen World Wrestling Federation aufgekauften Promotion unter Vertrag. So beispielsweise The Sandman bei „wXw Got Eggs? – Tag 2“ (19. April 2003) und Raven bei „wXw Enter The Zone“ (27. März 2004). Aber auch ehemalige Superstars der damaligen WWF konnten von Westside Xtreme Wrestling verpflichtet werden. So trat Jake „the Snake“ Roberts am 29. Juni 2002 bei der Show „wXw Broken Rulez 2“ in Essen auf.
Am 28. Oktober 2007 veranstaltete Westside Xtreme Wrestling gemeinschaftlich mit Pro Wrestling Guerrilla eine gemeinsame Show namens „PWG/wXw European Vacation II: Germany“, die in Essen abgehalten wurde.
Am 22. Juni 2008 veranstalteten die Promotionen Pro Wrestling NOAH und wXw eine gemeinsame Show namens „wXw/NOAH Death End III – Tag 2: European Navigation“. Diese lief im Rahmen der in Oberhausen abgehaltenen Zwei-Tage-Veranstaltung „Dead End III“. Bereits am 8. und 9. November 2008 wurde von CHIKARA Pro Wrestling und Westside Xtreme Wrestling in Oberhausen gemeinschaftlich veranstaltet. Dieses Gemeinschaftsprojekt trug den Namen „wXw/CHIKARA Tag World Grand Prix 2008“.

### Gründung der „wXw GbR“
2006 einigten sich Peter Wiechers, der damalige Besitzer von Westside Xtreme Wrestling, und die wXw-Angestellten Tassilo Jung, Felix Kohlenberg und Christian Michael Jakobi über den Verkauf der Promotion. So ging die inzwischen hochverschuldete Promotion in den Besitz der neugegründeten „wXw Deutschland GbR“ über. Dieser gehörte neben Jung, Kohlenberg und Jakobi auch Marc Weingartner an. Dieser war bei den Shows einer der beiden Kameramänner, die diese aufzeichneten. Von diesen Shows wurden anfänglich Kaufvideos und später DVDs hergestellt und verkauft. Diese stellten damit eine der Einnahmequellen der Promotion dar. Weingartner war bis zum 31. Dezember 2011 Gesellschafter der Promotion und gab seine Posten aus persönlichen Gründen ab.
Hatte sich die Mehrzahl der wXw-Shows sich hauptsächlich auf das Ruhrgebiet und das Sauerland beschränkt, so begann man den süddeutschen Raum ins Auge zu fassen. So wurde am 27. und 28. Januar 2008 erstmals in München veranstaltet.

### Schaffung eines ständigen internationalen Wrestling-Kaders
Nach dem Besitzerwechsel wurde der offizielle Sitz von Essen nach Oberhausen verlegt. Nachdem Wiechers nicht mehr für das Booking der Shows zuständig war, verlagerte sich der Wrestlingstil von Westside Xtreme Wrestling vom Hardcore-Wrestling auf das technisch versierte Wrestling. So wurde am 1. August 2006 die „wXw Hardcore Championship“ ersatzlos eingestellt.
Man begann nun, einen festen internationalen Wrestling-Kader zu etablieren. So arbeitete man dank Doug Williams auch mit der japanischen Promotion Pro Wrestling Noah zusammen. Aber auch mit der englischen Wrestling-Szene ging man eine geschäftliche Beziehung ein, indem man nun die Wrestler Paul Tracy und Zack Sabre Jr. verpflichtete. Diese waren und sind eng mit der National Wrestling Alliance verbunden, da beide Wrestler in dieser europäische NWA-Titel tragen. So ist Tracy Titelhalter in der NWA Ireland und Sabre Jr. in der NWA UK Hammerlock. Vertreter der niederländischen und österreichischen Szene sind Emil Sitoci, Tommy End und Michael Dante sowie Big Daddy Walter. Erstere sind Niederländer, Letzterer ist Österreicher.
Zu den aktuellen Top-Vertretern von Westside Xtreme Wrestling im Tag-Team-Bereich gehören Tommy End und Michael Dante vom Sumerian Death Squad.

### Gorefest II
Da Westside Xtreme Wrestling auch weiterhin seinen Fans reines Death-Match-Wrestling bieten wollte, wurde am 12. April 2008 in Troisdorf die Show „wXw 18+ - 'lol, i'll pretend u said 18'“ veranstaltet. Diese Show richtete sich an ein volljähriges Publikum und man begann, die Planung eines in Deutschland veranstalteten internationalen Death-Match-Turniers vorzubereiten.
Thumbtack Jack nahm am 27. November 2008 bei der von der IWA East-Coast veranstalteten Show „Masters Of Pain 2008“ teil, die er gewinnen durfte. Thumbtack Jack nahm auch zwischen dem 6. und 7. März 2009 an der von der IWA Mid-South veranstalteten Show „King Of The Death Matches 2009“ teil und gelangte dort bis ins Finale. Damit gilt Westside Xtreme Wrestling in der US-amerikanischen Szene als etabliert und wird dort zwischenzeitlich als Hauptvertreter des deutschsprachigen Wrestling angesehen.
Für die Durchführung des Death-Match-Turniers wurde Troisdorf ausgesucht. Man begann von Seiten der wXw mit dem Ordnungsamt die für diese Show geltenden Auflagen auszuarbeiten. Als Veranstaltungstermin wurde der 4. April 2009 angesetzt. Man arbeitete mit allen Tricks, um den Fans eine authentische Veranstaltung bieten zu können. Man präparierte eigens für das Ordnungsamt Troisdorf Gegenstände und Stacheldraht. Man erklärte dem Ordnungsamt gegenüber, das diese Gegenstände bei dem Turnier eingesetzt werden sollten. Um den Einsatz von Leuchtstoffröhren zu gewährleisten, stellte Tassilo Jung die Behauptung auf, das diese völlig ungefährlich seien. Man müsse diese nur in einem bestimmten Winkel auf einen Körper schlagen und dann bestände keinerlei Verletzungsgefahr. Die blutenden Wunden erklärte Jung mit der im Show-Wrestling üblichen Selbstverletzung, dem Blading.
Ein paar Tage vor dem Veranstaltungstermin der Show „18+ Gorfest II“ wurden Westside Xtreme Wrestling von Ordnungsamt Troisdorf widererwartend völlig andere Auflagen als die von beiden Seiten abgestimmten vorgelegt. Diese widersprachen in allen Dingen jenen, die mit dem Ordnungsamt ausgehandelt wurden. So verweigerte Jung infolgedessen seine Unterschrift und damit die verbindliche Anerkennung dieser Vorgaben. So wurden am 4. April 2009, obwohl Angestellte des Ordnungsamtes Troisdorf bei der Veranstaltung anwesend waren, alle Matches unter realen Death-Match-Regel durchgeführt. Die Stadt Troisdorf untersagte Westside Xtreme Wrestling daraufhin jegliche weitere Veranstaltungen in der Stadt.

### Änderung der Gesellschaftsform
2009 wurde die Gesellschaft „wXw Deutschland GbR“ aufgelöst und die Nachfolge-Gesellschaft „wXw Europe GmbH“ trat an deren Stelle. Am 11. Juli 2009 wurde erstmals mit der Show „wXw Southern Expedition“ auch in Mannheim veranstaltet. Am 19. und am 26. September desgleichen Jahres wurden in Bocholt („wXw Full Force VIII“) und Chemnitz („wXw Full Force IX: Eastern Expedition“) Shows abgehalten. Am 21. und am 28. November 2009 wurde in Frankfurt am Main und in Wiesbaden veranstaltet. Zusammen mit German Hurricane Wrestling (GHW) wurden die Shows „wXw/GHW At Sinallneon Celebrity Deathmatch Party“ und „wXw/GHW United We Stand“ abgehalten.

### Zusammenarbeit mit Dragon Gate und Combat Zone Wrestling
Am 30. Oktober 2009 wurde erstmals von Seiten von Westside Xtreme Wrestling mit der in japanischen Promotion Dragon Gate zusammengearbeitet. Die gemeinschaftliche Show fand in Oberhausen statt und trug den Namen „wXw/Dragon Gate Open twxwhe German Gate“. Ebenfalls im Oktober 2009 wurde die Zusammenarbeit mit der US-Promotion Combat Zone Wrestling verstärkt. So gewann Thumbtack Jack bei „Tournament Of Death Rewind“ die „CZW Ultraviolent Underground Championship“ von Sami Callihan und konnte diesen Titel für 84 Tage halten. Im Main Event standen sich MASADA und Thumbtack Jack gegenüber.
Bei „Tournament Of Death Rewind“ ging die Führung der CZW endgültig von John Zandig an DJ Hyde über und man begann von Seiten der CZW die deutsche Promotion in die weiteren Handlungsvorgaben (Storyline) einzubinden. So wurde nun eine Fehde zwischen DJ Hyde und Thumbtack Jack geschrieben, die ihren Abschluss am 6. November 2010 in einem Street Fight finden sollte. So veranstaltete Westside Xtreme Wrestling als bis dato erste deutschsprachige Promotion in den Vereinigten Staaten, als diese in Philadelphia, Pennsylvania die Show „wXw The Vision“ abhielt.
Doch durch das plötzliche Karriereende von Thumbtack Jack musste die Storyline umgeschrieben werden. Dieser nahm am 2. Oktober 2010 in Oberhausen an „wXw HATEs Fuckin' Birthday Show“ teil und brach sich bei einem Re-Match gegen MASADA einen Brustwirbel und musste am 4. Oktober aus gesundheitlichen Gründen seine Karriere beenden. So trat stattdessen Bad Bones gegen DJ Hyde in einem „Street Fight“ an, der bei der Veranstaltung „CZW Life in Germany“ in Oberhausen stattfand. Einen Tag zuvor hatte Westside Xtreme Wrestling in Bocholt den „wXw Fight Club 2010“ abgehalten, von dem auch mehrere Medien berichteten. So war beispielsweise auch ein TV-Team vor Ort. Am 7. November 2010 richteten Combat Zone Wrestling und Westside Xtreme Wrestling in Oberhausen gemeinschaftlich die Show „T.O.D. vs Gorefest“ aus. Für diese Veranstaltung wurde nicht öffentlich geworben und richtete sich an ein erwachsenes Publikum. Als Sieger ging dort der US-Amerikaner Nick Gage hervor.

### Shows in den Vereinigten Staaten und in Japan
Vom 8. bis zum 10. April 2011 wurden drei Shows in den Vereinigten Staaten abgehalten. Die wXw veranstaltete zuerst mit der NWA Force-1 eine Kooperationsshow in Egg Harbor, New Jersey. An den anderen beiden Tagen hielt man eigenständige Shows unter dem Titel „wXw Kreuzzug ZXI“ in der ECW-Arena in Philadelphia sowie in Union City, New Jersey ab. Hierbei wurde die Show in Philadelphia erstmals in der Geschichte der wXw über den iPPV-Anbieter Hybrident.tv im Internet ausgestrahlt.
Noch im April 2011 wurde Westside Xtreme Wrestling von der in japanischen Promotion Big Japan Pro Wrestling zur Teilnahme an drei Shows eingeladen. So nahm zwischen dem 24. April und dem 5. Mai 2011 ein Wrestler aus dem aktuellen wXw-Kader in Tokyo und Yokohama teil. Bei der Show am 2. Mai konnte der Wrestler Big Daddy Walter die wXw Unified World Championship von Daisuke Sekimoto erringen, der diese seit dem 15. Januar gehalten hatte.

### Übernahme von German Stampede Wrestling
Am 5. November 2011 wurde in Marburg bekannt gegeben, dass die Promotion German Stampede Wrestling in den Besitz von Westside Xtreme Wrestling übergegangen ist. Örtlicher wXw-Vertreter ist der bisherige Besitzer Ingo Vollenberg.

### World Triangle League
Am 1. Juni 2013, während der Veranstaltung Dead End XIII, gab der damalige wXw-Geschäftsführer Christian Michael Jakobi bekannt, dass die bestehende Zusammenarbeit mit den Wrestling-Ligen Big Japan und Combat Zone Wrestling verstärkt und im Oktober 2013 mit einem gemeinsamen Veranstaltungsbanner namens World Triangle League ausgebaut werden solle. Aufgrund der finanziellen Schwierigkeiten von Big Japan fand 2015 keine World Triangle League statt.

## Nachwuchs
Mit Gründung der „wXw Deutschland Gbr“ wurde im Dezember 2006 auch eine eigene Wrestling-Schule namens Westside Dojo eingerichtet, die sich ursprünglich in Krefeld befand. Diese Wrestling-Schule hatte, neben dem eigenen Stammpersonal, auch bekannte Gast-Trainer. So war der IWA/CZW-Wrestler Drake Younger mehrmals dort verpflichtet worden. Die Schule veranstaltete neben den eigentlichen wXw-Veranstaltungen, die monatlich stattfinden, eigene Shows. Bei diesen sammelten ihre Wrestling-Schüler die ersten Booking- und Ringerfahrungen vor einem zahlenden Publikum.
2009 wurde die Wrestling-Schule der wXw geschlossen und man startete stattdessen eine enge Zusammenarbeit mit der in Dortmund beheimateten Promotion Freestyle Championship Wrestling (FCW). Diese wurde zu einer Art „wXw Entwicklungsterritorium“ (Development Territory) umfunktioniert und sollte nun an die Stelle der aufgelösten wXw-Schule treten. Bereits am 25. August 2010 wurde diese Zusammenarbeit wieder beendet und die Promotion FCW samt ihrem Trägerverein wurden geschlossen. Ihre Funktionen übernahm nun das am 17. August 2010 neugegründete Westside Dojo e. V. Der „Westside Dojo e. V.“ übernahm – bis auf wenige Ausnahmen – die ehemals Aktiven und die Vereinsmitglieder von FCW. Vorsitzender des Vereins wurde Christian Michael Jakobi. Der Verein war Träger der Westside Dojo Pro Wrestling School, der offiziellen wXw-Wrestling-Schule.
Seit 2011 kooperierte das Westside Dojo auch mit japanischen Wrestling-Schulen. So fand im Juni 2011 ein Austausch von Dojo-Students mit Big Japan Pro Wrestling statt.
Im August 2015 löste die wXw Wrestling Academy UG den Verein Westside Dojo e. V. ab und diese Gesellschaft betreibt heute die offizielle Wrestling-Schule namens wXw Wrestling Academy, die ursprünglich ihren Sitz in Essen und heute in Gelsenkirchen hat.

## Titel

### Aktuelle Titelträger
| Titel                                    | Amtierende(r) Champion(s)               | Datum des Titelgewinns |
| ---------------------------------------- | --------------------------------------- | ---------------------- |
| wXw Unified World Wrestling Championship | Vakant                                  |                        |
| wXw Shotgun Championship                 | Joseph Fenech Jr.                       | 8. März 2025           |
| wXw World Tag Team Championship          | Big Bucks (Norman Harras und Alex Duke) | 8. März 2025           |
| wXw European Championship                | Mike D. Vecchio                         | 5. Oktober 2024        |

### Inaktive Titel
| Titel                              | Letzter Champion | Datum des Titelgewinns |
| ---------------------------------- | ---------------- | ---------------------- |
| wXw Hardcore Championship          | Necro Butcher    | 21. April 2006         |
| wXw World Heavyweight Championship | Steve Douglas    | 12. Dezember 2009      |
| wXw World Lightweight Championship | Zack Sabre Jr.   | 16. Januar 2010        |
| wXw Women’s Championship           | Masha Slamovich  | 23. Dezember 2023      |

## Bekannte Veranstaltungen

### 16 Carat Gold Tournament
Das „16 Carat Gold Tournament“ ist die wichtigste Veranstaltung der Liga, die seit 2006 ausgetragen und seit 2007 traditionell am ersten März-Wochenende als Drei-Tage-Turnier konzipiert wird. Das Show-Konzept ist simpel gehalten: 16 Wrestler treten innerhalb eines „KO-Systems“ in acht Singlesmatches an, wobei die Sieger eine Runde weiterkommen. Vor der Show wird ein „Four Way-Match“ ausgetragen, welches einen Alternative Wrestler auserkoren soll, der einen Turnierteilnehmer, der sich z. B. verletzt oder nicht anreisen kann, ersetzt und seinen Platz im Turnier einnimmt. Zu 16 Carat kommen heute Wrestler aus der ganzen Welt und zahlreichen befreundeten Promotion wie z. B. Ring of Honor. Vereinzelt finden auch Qualifikationsmatches im Vorfeld statt, aber eher häufiger werden Wrestler direkt ins Turnier gebookt. Der Sieger des Turniers erhält einen Pokal und ein Titelmatch auf die wXw Unified World Wrestling Championship.
| Jahr | Sieger             | Finalgegner               |
| ---- | ------------------ | ------------------------- |
| 2006 | Baron von Hagen    | Murat Bosporus            |
| 2007 | Chris Hero         | Ares                      |
| 2008 | Bad Bones          | Bryan Danielson           |
| 2009 | SHINGO             | Drake Younger             |
| 2010 | Big Van Walter     | Chris Hero                |
| 2011 | Sami Callihan      | Big Van Walter            |
| 2012 | El Generico        | Tommy End                 |
| 2013 | Tommy End          | Zack Sabre Jr.            |
| 2014 | Chris Hero (2)     | Axel „The Axeman“ Tischer |
| 2015 | Tommy End (2)      | Axel Dieter Jr.           |
| 2016 | Zack Sabre Jr. (2) | Axel Dieter Jr.           |
| 2017 | Ilja Dragunov      | WALTER                    |
| 2018 | Absolute Andy      | David Starr               |
| 2019 | Lucky Kid          | WALTER                    |
| 2020 | Cara Noir          | Mike Bailey               |
| 2022 | Jonathan Gresham   | Robert Dreissker          |
| 2023 | Shigehiro Irie     | Axel „The Axeman“ Tischer |
| 2024 | Laurance Roman     | Peter Tihanyi             |
| 2025 | 1 Called Manders   | Ahura                     |

### Ambition
„Ambition“ ist ein Show-Format, das im „open Tournament“-Stil veranstaltet wird und sich am Shoot-Style orientiert. Ähnlich wie das „16 Carat Gold“ aufgebaut, wird hier dem Zuschauer der Eindruck vermittelt, dass es sich um ein offenes Turnier handelt, in dessen Rahmen die Storyline nicht greifen würde, zumal suggeriert wird, dass sich die Teilnehmer sich ihrem Kampfsport-Hintergrund stellen müssten. So treten denn auch Wrestler unterschiedlicher Sparten gegeneinander an: Boxer vs. Judoka oder Ringer vs. MMA-Kämpfer. In der Regel treten acht Teilnehmer in vier Singlematches an, die Sieger ziehen in die nächste Runde ein. Sieger ist, wer seinen Gegner k. o. schlägt, zur Aufgabe bringt oder der Referee den Kampf abbrechen muss. Mit „Ambition“ möchte die wXw zeigen, wie wichtig ein sportlicher Hintergrund im Wrestling ist und welche Sportarten dies sind.
| Ausgabe | Sieger                    | Finalgegner      |
| ------- | ------------------------- | ---------------- |
| 1       | Bryan Danielson           | Johnny Moss      |
| 2       | Rico Bushido              | Munenori Sawa    |
| 3       | Axel „The Axeman“ Tischer | Timothy Thatcher |
| 4       | Zack Sabre Jr.            | Heddi Karaoui    |
| 5       | Sasa Keel                 | Rico Bushido     |
| 6       | Dominic Brackner          | Jon Ryan         |
| 7       | Sasa Keel                 | Bobby Gunns      |
| 8       | Matt Riddle               | Timothy Thatcher |
| 9       | Timothy Thatcher          | Mike Bailey      |
| 10      | Daniel Makabe             | Chris Ridgeway   |
| 16      | Thomas Shire              | Danny Jones      |

### Shortcut to the Top
Das „Shortcuts to the Top“ ist ein Show-Konzept, das dem Royal Rumble der WWE gleicht. Highlight ist eine 30-Men-Battle-Royal im gleichen Stile: Zwei Wrestler starten, alle 90 Sekunden betritt ein neuer Wrestler den Ring. Ein Wrestler kann nur eliminiert werden, wenn dieser über das obere Seil nach draußen befördert wird und dann mit beiden Beinen den Hallenboden berührt. Sieger ist jener Wrestler, der sich zuletzt im Ring befindet und damit Anspruch auf ein Titelmatch um die wXw Unified World Wrestling Championship erhält.
| Ausgabe | Sieger                 |
| ------- | ---------------------- |
| 1       | Bad Bones John Klinger |
| 2       | Walter                 |
| 3       | Grado                  |
| 4       | Karsten Beck           |
| 5       | Bad Bones John Klinger |
| 6       | Bobby Gunns            |
| 7       | Mike Schwarz           |
| 8       | Jurn Simmons           |
| 9       | Levaniel               |
| 10      | Maggot                 |
| 11      | Peter Tihanyi          |

### Superstars of Wrestling
Mit „Superstars of Wrestling“ adaptierte Westside Xtreme Wrestling ein Show-Format, das US-amerikanisch basiert eine Art Legendenshow mit Fanconventions darstellt. Dazu verpflichtet die Liga für dieses Show-Konzept Wrestler aus zumeist den 1990er Jahren, auch ehemalige Wrestler aus den drei großen Ligen (WWE, WCW und ECW), aber ebenso Legenden aus anderen Ländern wie Japan. Fans können sich hier mit den Legenden fotografieren und Autogramme geben lassen sowie die Gelegenheit nutzen, persönlich zu unterhalten. Zudem führen die Legenden Matches mit und gegen den Stammroster der wXw.
Weitere regelmäßige Veranstaltungen sind:
- Anniversary
- Dead End
- Broken Rulz
- Back 2 the Roots
- Fight Club
- True Colors
- Fans Appreciation Night
- SlamMania